# Mittmille-Stein
Der Mittmille-Stein ist eine alte Wegmarkierung im Norden der schwedischen Ostseeinsel Öland.

## Lage
Der Stein steht im Kronopark von Böda nördlich von Böda direkt an der Straße 136 am Abzweig zum Lyckesand.

## Aussehen
Beim Mittmille-Stein handelt es sich um einen Wegeunterhaltungsstein aus dem 18. oder 19. Jahrhundert. Solche Steine tragen meist Inschriften mit Angaben über die zu erhaltende Wegstrecke. Auf dem Mittmille-Stein steht zuoberst „1/4“, was sich als Viertelmeile deuten lässt. Der nächste Meilenstein steht eine Viertelmeile entfernt. In Schweden betrug eine Meile (schwedisch mil) bis 1889 eine Länge von 10.688,54 m. Daher findet man auf den schwedischen Wegeunterhaltungssteinen oft Bruchzahlen für die Längenangaben der zu erhaltenden Wege und Straßen. Unterhalb der Bruchzahl steht auf dem Mittmille-Stein die Nr. 53 und verschiedene sukzessiv aufgebrachte Initialen, wahrscheinlich die Kürzel der Namen der zur Wegeerhaltung Verpflichteten. Der etwa einen Meter hohe Stein ist aus rotem öländischem Kalkstein.

## Legenden
Der aufwändig gestaltete Stein unterscheidet sich in seinem Erscheinungsbild von anderen schwedischen Wegbaumarkierungen, die oft nur aus Holz oder unbehauenem Stein errichtet wurden. Dies war Anlass für Legenden, die sich um die Funktion des Steines ranken. Besonders der Ursprung des Brauchs, dass jedes Jahr Konfirmanden diesen Stein mit Blumen bekränzen, scheint nicht mehr überliefert zu sein. In einer anderen Legende hat der Stein die Funktion eines Grenzsteins zwischen zwei Pfarrsprengeln. Sargträger, die Verstorbene aus den nördlichen Dörfern Ölands zur etwas weiter südlich gelegenen  Kirche von Böda transportierten, sollen hier an der Grenze von Leichenträgern aus dem Süden abgelöst worden sein. In Wahrheit liegt der Stein aber ungefähr in der Mitte des Pfarrsprengels von Böda. Dennoch ist es möglich, dass die Sargträger aus den nördlich gelegenen Dörfern an dieser Wegmarkierung eine Ruhepause einlegten oder sich ablösen ließen.
In Dänemark heißen ähnliche Steine „Milepæl“.